# Matthiola farinosa
Matthiola farinosa là một loài thực vật có hoa trong họ Cải. Loài này được Bunge ex Boiss. mô tả khoa học đầu tiên năm 1867.